# 千草色
千草色（ちぐさいろ）とは、褪せた薄い藍色の上にさらに薄い藍をかけた色のこと。
緑がかった淡い青。
別表記で千種色とも書く。

## 概要
千草色と千種色の二通りの表記があり、おそらくは元の名を千種色（雑多な色）といったのを同音の千草色（露草の古称）に呼び変えたもの。
井原西鶴の『日本永代蔵』巻五「世渡りは淀鯉のはたらき」に「浅葱の上を千種に色あげて」と書かれており、浅葱色の褪せたものを再び藍で染めなおした色だとわかる。
主に商家の使用人の仕着せに使われた色であったと思われる。
江戸時代の染色指南書『手鑑模様節用』に「京師にてそらいろをちくさいろといふ」とあり、主に近畿地方で使われた名前であった。